# Xiphorhynchus lachrymosus
El trepatroncos pinto o trepatroncos lacrimoso (Xiphorhynchus lachrymosus) es una especie de ave paseriforme de la familia Furnariidae, subfamilia Dendrocolaptinae, perteneciente al numeroso género Xiphorhynchus. Es nativa de América Central y del noroeste de América del Sur.

## Distribución y hábitat
Se distribuye desde el este de Nicaragua, por Costa Rica, Panamá, norte y oeste de Colombia, hasta el noroeste de Ecuador.
Esta especie es considerada bastante común en su hábitat natural: las selvas húmedas y sus bordes, principalmente por debajo de los 1000 metros de altitud.

## Sistemática

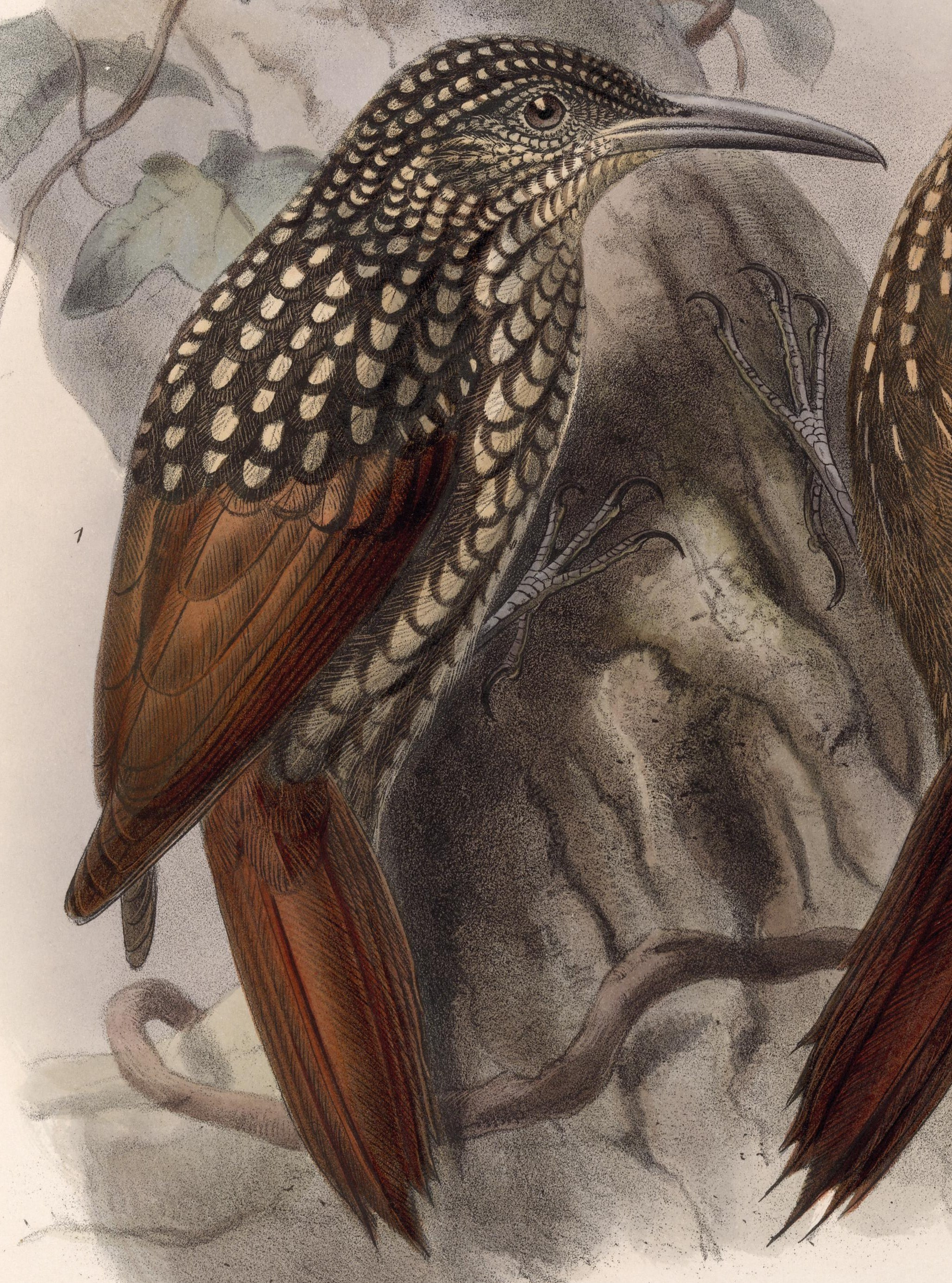
Dendrornis lacrymosa = Xiphorhynchus lachrymosus, ilustración de Keulemans en Biologia Centrali-Americana, 1902.

### Descripción original
La especie X. lachrymosus fue descrita por primera vez por el ornitólogo estadounidense George Newbold Lawrence en 1862 bajo el nombre científico Dendrornis lachrymosus; sin localidad tipo definida, se asume: «lado atlántico del Istmo de Panamá, a lo largo de la línea del Panama Railroad, Zona del Canal, Panamá».

### Etimología
El nombre genérico masculino «Xiphorhynchus» se compone de las palabras del griego «ξιφος xiphos»: espada, y «ῥυγχος rhunkhos»: pico; significando «con pico en forma de espada»;  y el nombre de la especie «lachrymosus», proviene del latín «lacrimosus»: lacrimoso, llorón.

### Taxonomía
Puede ser hermana de Xiphorhynchus flavigaster con base en los datos genético-moleculares.

### Subespecies
Según las clasificaciones del Congreso Ornitológico Internacional (IOC) y Clements Checklist/eBird v.2019 se reconocen tres subespecies, con su correspondiente distribución geográfica:
- Xiphorhynchus lachrymosus lachrymosus (Lawrence, 1862) – pendiente caribeña del este de Nicaragua, Costa Rica y Panamá (localmente también en la pendiente del Pacífico desde la Zona del Canal hasta Darién), también oeste de Colombia (en el bajo valle del Atrato y a lo largo de la costa del Pacífico) y noroeste de Ecuador (al sur hasta el norte de Pichincha, alguna vez hasta el norte de Manabí).
- Xiphorhynchus lachrymosus eximius (Hellmayr, 1903) – pendente del Pacífico del suroeste de Costa Rica y adyacente oeste de Panamá.
- Xiphorhynchus lachrymosus alarum Chapman, 1915 – tierras bajas del norte de Colombia (valles del alto río Sinú, bajo Cauca y medio Magdalena hacia el este hasta Santander).